# Jan Kolda von Žampach
Jan Kolda von Žampach (tschechisch Jan Kolda ze Žampachu; * nach 1390 vermutlich in Černíkovice (deutsch Tschernikowitz), Königgrätzer Kreis; † nach 1462 vermutlich auf Burg Rychmburk) war ein ostböhmischer Adliger und Hauptmann der hussitischen Taboriten, Söldner des polnischen Königs sowie Raubritter und Abenteurer.

## Leben

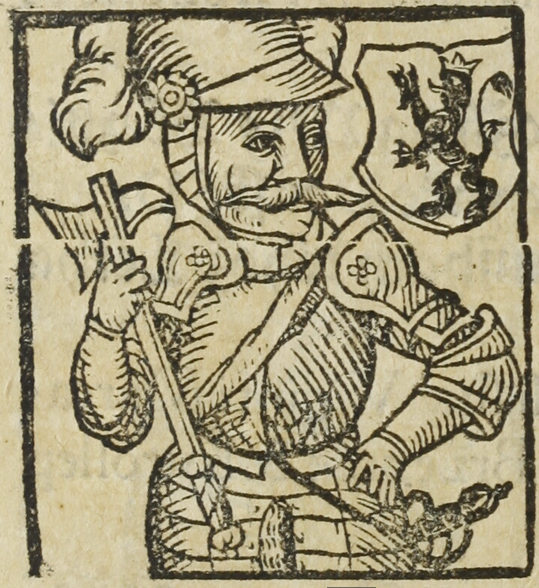
Kolda z Náchoda bzw. Jan Kolda II. ze Žampachu

Jan Kolda entstammte einer verarmten Linie des ostböhmischen Adelsgeschlechts von Žampach. Sein gleichnamiger Vater ist für die Jahre 1376–1406 als Besitzer der Feste Černikovice im Reichenauer Gebiet nachgewiesen, seine Schwester Anna war mit Vaňek Kordul von Dubenec verheiratet.
Jan Kolda der Jüngere ist in den Jahren 1407 bis 1415 als Patron der Černikovicer Kirche belegt. Nach dem Studium der Sieben Freien Künste, das er mit dem Bakkalaureat bestand, schloss er sich Anfang der Hussitenkriege der Bewegung der Taboriten an und wurde deren Hauptmann. 1427 nahm er an der Schlacht bei Tachau teil. Im Frühjahr 1428 schloss er sich dem hussitischen Einfall nach Schlesien an, an dem auch die radikaleren Waisen teilnahmen. Dort war er an der Belagerung und Zerstörung der Burg Reichenstein beteiligt sowie der Eroberung der Burg auf dem Zobtenberg, als deren Hauptmann er bis zur Einnahme durch die Breslauer und Schweidnitzer Heere wirkte. Im selben Jahr unterzeichnete er für die Taboriten das Abkommen über die Waffenruhe, das für die Gegenseite vom böhmischen Landeshauptmann Ulrich II. von Rosenberg unterschrieben wurde. Nach einer erfolglosen Belagerung von Bautzen gehörte Jan Kolda im September 1429 zu den Mitunterzeichnern einer Waffenruhe zwischen den Taboriten und Waisen einerseits und den Oberlausitzer Ständen andererseits.
An Weihnachten 1433 unternahm Jan Kolda zusammen mit Nikolaus Trčka von Lípa auf Hummel (Mikuláš Trčka z Lípy na Homoli) und dessen Kumpan Jan Holý von Nemošice (Janek Holý z Nemošic) sowie Jan Hlaváč von Dubá und dem Anhänger der Waisen Matěj Salava von Lípa (Matěj Salava z Lípy) einen Zug gegen Choceň, der mit der Erschlagung von 70 Choceňern endete. 1434 beteiligte er sich an der Schlacht bei Lipan und blieb den Taboriten trotz der Niederlage treu. Nach der Hinrichtung des Jan Roháč von Dubá 1434 auf dem Altstädter Ring gehörte er zu den Verächtern des Königs Sigismund.
Nach Sigismunds Tod 1437 und der Wahl seines Schwiegersohns Albrecht II. zum König von Böhmen nahm Jan Kolda zusammen mit Hynek Ptáček von Pirkstein und dessen Schützling Georg von Podiebrad Partei für die Wahl des polnischen Prinzen Kasimir, der sich jedoch gegen Albrecht nicht durchsetzen konnte.
Am 29. September 1437 bemächtigte sich Jan Kolda der Stadt Náchod, die er fast zwanzig Jahre halten konnte, obwohl sie rechtmäßig dem noch nicht volljährigen Georg von Podiebrad gehörte. 1440 besetzte Jan Kolda die Burg Rychmberk und die Burg Hummel, die zu den Ländereien gehörten, die Hynek Kruschina von Lichtenburg im selben Jahr von Anna von Kolditz erworben hatte. Obwohl er sich zu den friedlichen Zielen des ostböhmischen Adelsbundes Landfried (Landfrýd) bekannte, überfiel er am 15. Juni 1440 zwischen Glatz und Niedersteine mit seinen Kumpanen aus der Herrschaft Hummel die Glatzer Heere. 70 Glatzer wurden getötet, weitere gefangen genommen, ausgeraubt und auf dem Schloss Náchod gefangen gehalten. Zehn Tage später versuchte Jan Kolda gemeinsam mit seinen Freunden und Mitkämpfern erfolglos die Einnahme Prags. Nach diesem Fehlschlag, der seine Pläne zur Erlangung einer bedeutenden Position in Böhmen zerschlug, wandte er sich der Befestigung seiner ostböhmischen Besitzungen zu. Ende 1440 versuchte er erfolglos, die Burg Nový hrad (Neuschloss) bei Skuhrov einzunehmen.
Im Frühjahr 1441 bildeten das ostböhmische Adelsbündnis Landfried sowie weitere Adelige und die Schlesier eine Koalition gegen Jan Kolda. Im Juni belagerten sie Černíkovice und die Burg Rychmburk, danach sechs Wochen die Stadt Náchod, die schließlich eingenommen wurde. Mit Unterstützung seiner Anhänger gelang es Jan Kolda, auf einer Versammlung am 17. August in Čáslav (Tschaslau) im Besitz von Náchod bis zur Ernennung des künftigen Königs von Böhmen zu bleiben. Nachfolgend erneuerte er das Nachoder Schloss, 1442 legte er das älteste Nachoder Stadtbuch an und ernannte einen Stadtrat.
1442–1443 beteiligte sich Jan Kolda im Auftrag des polnischen Königs Władysław III. an dessen Kämpfen in Ungarn und nach der Rückkehr an den kriegerischen Auseinandersetzungen in Schlesien. 1444 überfiel er mit seiner Truppe die Stadt Bolkenhain, erlitt jedoch eine Schlappe. Die Schlesier holten Koldas Mannschaft bei Grüssau ein und erschlugen einige seiner Söldner. 1445 schloss er eine Waffenruhe mit den mährischen Ständen und begab sich anschließend als Kriegsherr (Kondotier) in die Dienste der Deutschordensritter. Vermutlich weil er erfahren hatte, dass die Schlesier die zerstörten ostböhmischen Burgen Vízmburk, Adersbach, Schatzlar, Skály und Belver aufgekauft hatten, kehrte Jan Kolda 1447 nach Böhmen zurück. Mit dem Kauf der Burgen, die sämtlich im Besitz von Jan Koldas Verbündeten waren, sollten weitere Überfälle aus diesen Burgen auf Schlesien unterbunden werden. In Böhmen bekämpfte Jan Kolda 1448–1451 wiederum einflussreiche Mitglieder des Landfrieds, vor allem Georg von Podiebrad. Trotz der 1445 abgeschossenen Waffenruhe schlug er 1449 bei Mährisch Trübau mährische Einheiten. Am 5. Juni 1450 plünderte Kolda die Dörfer um Jaroměř (Jermer), Smiřice (Smirschitz) und Holohlavy.
Obwohl am 20. November 1453 König Ladislaus Postumus dem Landesverweser Georg von Podiebrad die Ansprüche auf die Herrschaften Nachod und Hummel sowie die zugehörigen Burgen bestätigte, konnte Jan Kolda Nachod weiterhin behaupten.
In den Jahren 1454 bis 1458 hielt sich Jan Kolda in Polen auf, wo er mit eigenen Söldnern auf Seiten des polnischen Königs im Dreizehnjährigen Krieg gegen die Deutschordensritter kämpfte. Erst während Koldas Abwesenheit gelang es Georg von Podiebrad nach einer Belagerung im April und Mai 1456, die Stadt Nachod mit der Burg sowie die Burg Rychmberk und die Feste Černikovice einzunehmen.
Am 12. Mai 1456 wurde Jan Kolda durch das Böhmische Landgericht zu einem Geächteten und damit Verbannten erklärt. Trotzdem kehrte er, vermutlich nach einem königlichen Gnadenakt, nach Böhmen zurück. Ende Januar 1462 ist er als Zeuge in einem Dokument seines Verbündeten Jan Pardus von Vratkov (Jan Pardus z Vratkova) nachgewiesen, der ihm vermutlich auf der Burg Rychmburk ein Obdach gewährte.